# Pueblo Nuevo (Guatemala)
Pueblo Nuevo è un comune del Guatemala facente parte del dipartimento di Suchitepéquez.
Il comune venne istituito il 16 ottobre 1867.